# Yamaki Katsuhiro
Katsuhiro Yamaki (sinh ngày 16 tháng 4 năm 1969) là một cầu thủ bóng đá người Nhật Bản.

## Sự nghiệp câu lạc bộ
Katsuhiro Yamaki đã từng chơi cho Kashima Antlers.